# Jiří Šitler
Jiří Šitler (n. 22 decembrie 1964, Hradec Králové, Cehoslovacia) este un diplomat și istoric ceh. Din 15 septembrie 2022 este ambasador extraordinar și plenipotențiar al Republicii Cehe în Viena, Austria.
Între noiembrie 2010 și ianuarie 2015 a fost ambasador al Republicii Cehe la București, România. Familia Regală a României i-a acordat în 2012 titlul de al 59-lea cavaler al Crucii Casei Regale a României.

## Biografie
Šitler s-a născut la 22 decembrie 1964, în orașul statutar Hradec Králové, situat în nord-estul Boemiei, la confluența râurilor Elba și Orlice. Este căsătorit și are doi copii.
Când nu se află în misiune diplomatică, locuiește cu soția sa, Gabriela Irina, fiica lor Alexandra și fiul lor Jan Adam în Všestary, o comună și un sat aflat la aproximativ șapte kilometri vest de Hradec Králové.

## Educație
Šitler a studiat la Facultatea de Filosofie de la Universitatea Carolină din Praga, unde a obținut o diplomă de doctor în istorie, în aprilie 1990.
A avut mai multe sejururi de cercetare și a ținut prelegeri în Germania (la Universitatea Catolică din Eichstätt-Ingolstadt⁠(d) și Universitatea Ludwig Maximilian din München în 1992–1993); în Italia (Arhivele de Stat Venețiene și Universitatea din Perugia, 1990, 1991, 1992); în SUA (German Marshall Fellowship, Woodrow Wilson Foundation Program, 1995, 1996); în Marea Britanie (Bursa Chevening, studii thailandeze la Scoala de Studii Orientale și Africane din Londra, în 1997); prelegeri și seminarii despre politica externă cehă la Universitatea Carolină, Praga (în 1996-2001).
Šitler este membru fondator al Consiliului de Administrație al Fundației Federale Germane Erinnerung, Verantwortung und Zukunft „Rememorare, responsabilitate și viitor”.
Este autor sau coautor a numeroase eseuri, articole și cărți, în special despre relațiile ceho-germane, probleme legate de cel de-al Doilea Război Mondial, istoria politică cehă și istoria Asiei de Sud-Est.

## Carieră timpurie
După ce a absolvit Universitatea Carolină, Šitler și-a început cariera profesională la Arhivele Centrale ale Academiei de Științe (septembrie 1988 – ianuarie 1992). Curând după aceea, a continuat să lucreze în Biroul Președintelui Republicii, Václav Havel, în Departamentul de Presă (martie 1993 – ianuarie 1995). În următorii doi ani (februarie 1995 – iunie 1997), Šitler a lucrat în Departamentul de Politică Externă al Biroului Președintelui și, în paralel, a servit ca un consilier al discursurilor președintelui Havel.

## Carieră diplomatică
Šitler și-a început cariera în Ministerul Afacerilor Externe al Republicii Cehe în iulie 1997, ca director adjunct al Departamentului 1 Teritorial. În septembrie 1998 a fost numit director al Departamentului pentru Europa Centrală, funcție pe care a ocupat-o până în septembrie 2000, când a fost desemnat ambasador general (trimis special pentru problemele legate de Al Doilea Război Mondial). Din această poziție, Šitler a purtat negocieri cu Germania, Austria și SUA cu privire la despăgubiri pentru munca forțată și alte crime de război naziste. În afară de funcția de negociator șef al Guvernului Cehiei, a fost și reprezentant al Comisiei Internaționale pentru Daunele de Asigurare din Epoca Holocaustului (International Commission on Holocaust Era Insurance Claims, ICHEIC). În această perioadă, Šitler a prezidat și Grupul de Lucru din cadrul Comisiei Mixte de atenuare a unor abateri patrimoniale suferite de victimele Holocaustului (comisie prezidată de vice-prim-ministrul Pavel Rychetský⁠(d)).
Ulterior a fost numit Ambasador Extraordinar și Plenipotențiar al Republicii Cehe în Regatul Thailandei, Regatul Cambodgiei, R.D.P. Laos și Uniunea Myanmar/Birmania. Misiunea sa început în mai 2001 și s-a încheiat în decembrie 2006.
A revenit la sediul Ministerului Afacerilor Externe din Praga, în calitate de director al Protocolului Diplomatic (decembrie 2006 – noiembrie 2007), urmat de o poziție de director al Departamentului pentru Asia și Pacific (aprilie 2008 – octombrie 2010). Între timp, Šitler a reprezentat Republica Cehă în calitate de trimis special în Myanmar/Birmania (decembrie 2007 – martie 2008).
Între noiembrie 2010 și ianuarie 2015 a fost ambasador al Republicii Cehe la București, România.
Între martie 2015 și ianuarie 2016 a fost desemnat de Ministerul Afacerilor Externe ca trimis special pentru problemele Holocaustului și combaterea antisemitismului. El s-a ocupat de problemele legate de cel de-al Doilea Război Mondial încă din anii 1990, fiind consilier de presă și politică externă al președintelui Václav Havel (1993–1997), șef al delegației cehe la Conferința de la Washington din 1998 privind bunurile din Epoca Holocaustului, observator în Comisia Internațională pentru Epoca Holocaustului, ambasador pentru chestiuni legate de asigurările din Al Doilea Război Mondial și negociator privind despăgubirile victimele cehe ale nazismului.
A fost ambasador al Republicii Cehe în Stockholm Suedia, din februarie 2016 până în august 2020.

## Onoruri

### Onoruri naționale
- Cehia: Medalia de onoare a Uniunii Cehe a Luptătorilor pentru Libertate⁠(d)[17]
- Cehia: Medalia Uniunii Muncitorilor Forțați⁠(d)[17]

### Onoruri străine
- Familia Regală a României:
  -  Al 59-lea cavaler al Crucii Casei Regale a României[17][6][18]
- Thailanda:
  -  Cavaler al Marii Cruci a Ordinului Elefantului Alb[17]
  -  Medalia Clasa a II-a a Crucii Roșii de Apreciere[17]